# Charles Wilson (político)
Charles Nesbitt Wilson (Trinity, 1 de junho de 1933 - Lufkin, 10 de fevereiro de 2010)  foi um oficial da Marinha dos Estados Unidos e ex-deputado democrata dos Estados Unidos por 12 mandatos do 2º distrito congressional do Texas. Foi deputado pelo Partido Democrata no Congresso dos Estados Unidos pelo segundo distrito do Texas entre 1973 e 1997 e foi um dos responsáveis pela Operação Ciclone durante a Invasão Soviética do Afeganistão (1979-1989).Wilson é mais conhecido por liderar o Congresso no apoio à Operação Ciclone, a maior operação secreta da Agência Central de Inteligência (CIA), que durante as administrações Carter e Reagan forneceu equipamentos militares aos Mujahideen afegãos durante a Guerra Soviético-Afegã.       
Sua campanha nos bastidores foi o tema do livro de não-ficção "Charlie Wilson's War: The Extraordinary Story of the Largest Covert Operation in History" (Guerra de Charlie Wilson: a história extraordinária da maior operação secreta da história) de George Crile III e o filme subsequente Charlie Wilson's War (Jogos do Poder, 2007), onde ele foi interpretado por Tom Hanks.Faleceu em 10 de fevereiro de 2010, depois de sofrer uma parada cardiorrespiratória, no Memorial Medical Center da cidade de Lufkin, no noroeste do Texas. Sua história é narrada no filme Charlie Wilson's War (2007).      

## Início da vida e carreira naval
Wilson nasceu na pequena cidade de Trinity, Texas, filho de Charles Edwin Wilson, contador de uma empresa madeireira local, e Wilmuth (Nesbitt), uma florista local, em 1º de junho de 1933. Wilson tinha uma irmã mais nova, Sharon Wilson Allison, ex-presidente da "Planned Parenthood" e presidente da Federação Internacional de Planejamento Familiar, que atualmente reside em Waco, Texas. Wilson frequentou escolas públicas de Trinity e, após a formatura da Trinity High School em 1951, frequentou um semestre na Universidade Pública de Sam Houston em Huntsville, Texas, antes de ser nomeado para o Academia Naval dos EUA  em Annapolis, Maryland.
Enquanto esteve em Annapolis, Wilson ganhou o segundo maior número de deméritos na história da academia (seu colega de quarto, Robert Mullen, ganhou o maior número de deméritos). Wilson se formou em oitavo lugar entre os piores de sua classe em 1956 com um "Bacharel em Ciências" em Engenharia, com especialização em eletrônica. Entre 1956 e 1960, Wilson serviu na Marinha dos Estados Unidos, alcançando o posto de tenente e servindo como oficial de artilharia no navio USS John W. Weeks. Ele foi designado para o Pentágono como parte de uma unidade de inteligência que avaliou as forças nucleares da União Soviética.         

## Destaques do início da carreira política
Desde tenra idade, Wilson se interessou por segurança nacional e assuntos estrangeiros. Ter crescido durante a Segunda Guerra Mundial encorajou Wilson a ler com grande interesse a história militar, incluindo vários artigos e outras literaturas sobre a guerra. Isso levou Wilson a ter uma admiração ao longo da vida por Winston Churchill. Wilson até aproveitou a oportunidade quando criança para "vigiar" Trinity dos ataques aéreos japoneses de seu posto no quintal. O sentimento inicial de patriotismo de Wilson e seu forte interesse em assuntos internacionais o encorajaram a se tornar politicamente ativo mais tarde na vida. De acordo com o próprio Wilson, ele entrou na política pela primeira vez quando adolescente, fazendo uma campanha contra seu vizinho, o vereador Charles Hazard. Quando Wilson tinha treze anos, seu cachorro de quatorze anos entrou no quintal de Hazard. Hazard retaliou misturando vidro esmagado na comida do cachorro, causando hemorragia interna fatal. Após esse incidente, Wilson obteve uma carteira de motorista e levou noventa e seis eleitores às urnas em seu Chevrolet de duas portas de sua família. Quando os clientes deixaram o carro, Wilson disse a cada um deles que não queria influenciar seu voto, mas que o titular Hazard havia matado seu cachorro de propósito. Depois que Hazard foi derrotado por uma margem de 16 votos, Wilson foi à sua casa para lhe dizer que seus eleitores afroaemricanos votaram para derrotá-lo e que ele "não deveria envenenar mais cães". Wilson citou isso como "o dia em que ele se apaixonou pela América".  
Enquanto Wilson trabalhava no Pentágono, ele se ofereceu para ajudar na campanha presidencial de John F. Kennedy em 1960. Enquanto se voluntariava na campanha de Kennedy, Wilson tirou uma licença de 30 dias da Marinha dos EUA e inscreveu seu nome na corrida para representante do estado do Texas em seu distrito natal na chapa democrata. Essa ação violou os regulamentos da Marinha, pois os militares da ativa estão proibidos de ocupar cargos públicos. Quando Wilson voltou ao trabalho, sua família e amigos foram fazer campanha de porta em porta. Em 1961, aos 27 anos, ele foi empossado em Austin, Texas.  
A empresa "Temple-Inland Inc.", uma produtora de produtos florestais do leste do Texas de propriedade de Arthur Temple Jr., e o filho de Temple, Buddy Temple, empregou Wilson durante sua legislatura do Texas, mas os interesses comerciais tornavam suspeitas a política de Wilson. Enquanto atuava como legislador estadual do Texas por doze anos (seis na Câmara dos Deputados do Texas e seis no Senado do Texas), Wilson lutou pela regulamentação de serviços públicos, lutou pelo "Medicaid" (cuidados médicos acessíveis), isenções fiscais para idosos, a Emenda de Direitos Iguais e tentou aumentar o salário mínimo do estado. Ele também foi um dos poucos políticos proeminentes do Texas a ser pró-escolha (grupo que defende os direito da mulher em decidir se quer manter ou não manter a gravidez. Todas essas políticas renderam a Wilson a reputação de ser o "liberal de Lufkin".  

## Atuação no Congresso norte-americano
Em 1972, Wilson foi eleito para a Câmara dos Representantes dos Estados Unidos pelo 2º distrito congressional do Texas, assumindo o cargo em janeiro seguinte. Reeleito onze vezes, Wilson gostava muito de seu trabalho e sempre buscou "cuidar do pessoal da casa" até sua renúncia em 8 de outubro de 1996. Embora fosse especializado em política externa, ele era liberal em outras questões, como direitos das mulheres, segurança e aborto. Como representante de calouros da Universidade, Wilson conseguiu a designação do "Big Thicket" no sudeste do Texas como Reserva Nacional em 1974. Essa conquista inicial fez seus colegas respeitarem seu poder político e Wilson rapidamente ganhou uma nomeação no Comitê de Apropriações da Câmara dos Estados Unidos. Durante seu mandato, os colegas de Wilson o consideravam o "melhor comerciante de cavalos em Washington" por causa de sua capacidade de negociar e trocar votos com outros congressistas para garantir a aprovação de seus projetos de lei favorecidos.  
Apesar de não ter muitos eleitores judeus, Wilson desenvolveu um forte relacionamento com Israel durante toda a sua carreira no Congresso. Esse vínculo começou durante o primeiro ano de Wilson em Washington, quando ocorreu a Guerra do Yom Kippur. Desde tenra idade, Wilson sempre apoiou o "azarão", e Wilson rapidamente saiu em defesa de Israel como um autoproclamado "comando israelense". Enquanto estava no comitê de apropriações, Wilson aumentou a ajuda dos EUA a Israel para US$ 3 bilhões anualmente. Mais tarde, os laços estreitos de Wilson com Israel permitiram que ele colaborasse com engenheiros de defesa israelenses para criar e transportar armas antiaéreas portáteis para o Paquistão para serem usadas na guerra soviético-afegã. 
Quanto à política doméstica, Wilson defendeu incessantemente os direitos do indivíduo, especialmente os direitos das mulheres e das minorias. Ele votou continuamente a favor da escolha e lutou contra a discriminação eleitoral contra afro-americanos. Mulheres e afro-americanos eram duas de suas maiores bases constituintes. Wilson respeitava tanto o voto feminino de seu distrito que, em 1974, ele usou a Liga das Mulheres Eleitoras para aprovar a Lei de Água Potável Segura. Além de apoiar a legislação dos direitos das mulheres, Wilson quebrou a tradição de Washington e contratou funcionárias. Embora Wilson nunca tenha tido uma chefe de gabinete mulher, seu escritório estava cheio de mulheres que ajudavam incansavelmente o congressista. Os "Anjos de Charlie", como eram comumente chamados, lidavam com problemas constituintes de Wilson para garantir que nenhum de seus eleitores carecesse de ajuda e apoio. A equipe de Wilson rapidamente chamou a atenção de seus colegas e da mídia. Embora rumores de escândalos cercassem o escritório de Wilson, Wilson insistiu enfaticamente que sua equipe deveria ser respeitada e seu trabalho diligente para o representante lhes permitia ter liberdade para trabalhar independentemente de Wilson.  
Wilson trabalhou para melhorar a vida dos americanos, especialmente os desprivilegiados. Wilson fez lobby contra interesses comerciais para manter um salário mínimo de US$ 3,35 por hora. Wilson também procurou aumentar o financiamento do Medicare e do Medicaid para idosos (cuidados médicos acessíveis), desprivilegiados e veteranos, e obteve financiamento para abrir a seção dos Veteranos de Guerra (Militares), no Hospital em Lufkin, Texas.  
Wilson apoiou avidamente os direitos individuais de possuir armas de fogo. Esse apoio criou tensão entre Wilson e sua irmã Sharon Allison, mas eles chegaram a um acordo de que Allison deixaria Wilson em paz sobre suas opiniões sobre armas de fogo, e Wilson apoiaria a agenda pró-escolha de sua irmã Allison. 
Wilson alcançou uma medida de sucesso por meio de suas capacidades de negociação de cavalos. O presidente da Câmara, Tip O'Neill, nomeou Wilson para o Comitê de Ética da Câmara dos Estados Unidos em 1980 para ajudar a proteger o deputado John Murtha Jr. de investigações durante o escândalo Abscam. Em troca da nomeação de Wilson para este comitê, O'Neill também deu a ele um cobiçado lugar no Conselho de Curadores do Kennedy Center. Wilson também ganhou uma posição no subcomitê de Dotações de Defesa da Câmara. Essa nomeação permitiu a Wilson canalizar dinheiro de apoio para Somoza na Nicarágua e apoiar os esforços dos Mujahideen para expulsar os soviéticos do Afeganistão.  

## Guerra Soviético-Afegã
Em 1980, Wilson leu um memorando da "Associated Press" nos telegramas do Congresso descrevendo os refugiados que fugiam do Afeganistão ocupado pelos soviéticos. A comunista República Democrática do Afeganistão assumiu o poder durante a Revolução Saur e pediu à União Soviética que ajudasse a suprimir a resistência dos Mujahideen. De acordo com o biógrafo George Crile III, Wilson chamou a equipe do Comitê de Dotações da Câmara dos Estados Unidos que lidava com "dotações obscuras" e solicitou um aumento de dotação duas vezes para o Afeganistão. Como Wilson havia acabado de ser nomeado para o Subcomitê de Apropriações da Câmara de Defesa (responsável pelo financiamento das operações da CIA), seu pedido foi. 

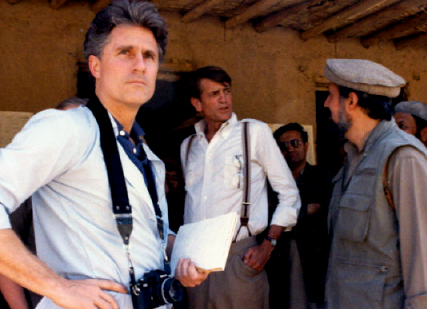
Charlie Wilson com George Crile III (a esquerda) no Afeganistão

Essa não foi a última vez que ele aumentou o orçamento da CIA para sua operação no Afeganistão. Em 1983, ele garantiu 40 milhões de dóalres adicionais, dos quais 17 milhões foram alocados para armas antiaéreas para derrubar helicópteros Mil Mi-24 Hind. No ano seguinte, o oficial da CIA Gust Avrakotos abordou diretamente Wilson – quebrando a política da CIA contra fazer lobby por dinheiro no Congresso – pedindo a Wilson mais US$ 50 milhões. Wilson concordou e convenceu o Congresso, dizendo: "Os EUA não tiveram nada a ver com a decisão dessas pessoas de lutar ... mas seremos condenados pela história se os deixarmos lutar com pedras". Mais tarde, Wilson conseguiu dar aos afegãos US$ 300 milhões em dinheiro não utilizado do Pentágono antes do final do ano fiscal. Assim, Wilson influenciou diretamente o nível de apoio do governo dos Estados Unidos aos Mujahideen afegãos. Wilson disse que a operação secreta foi bem-sucedida porque "não houve partidarismo ou vazamentos prejudiciais". Michael Pillsbury, um alto funcionário do Pentágono, usou o financiamento de Wilson para fornecer mísseis Stinger à resistência afegã em uma decisão controversa.           

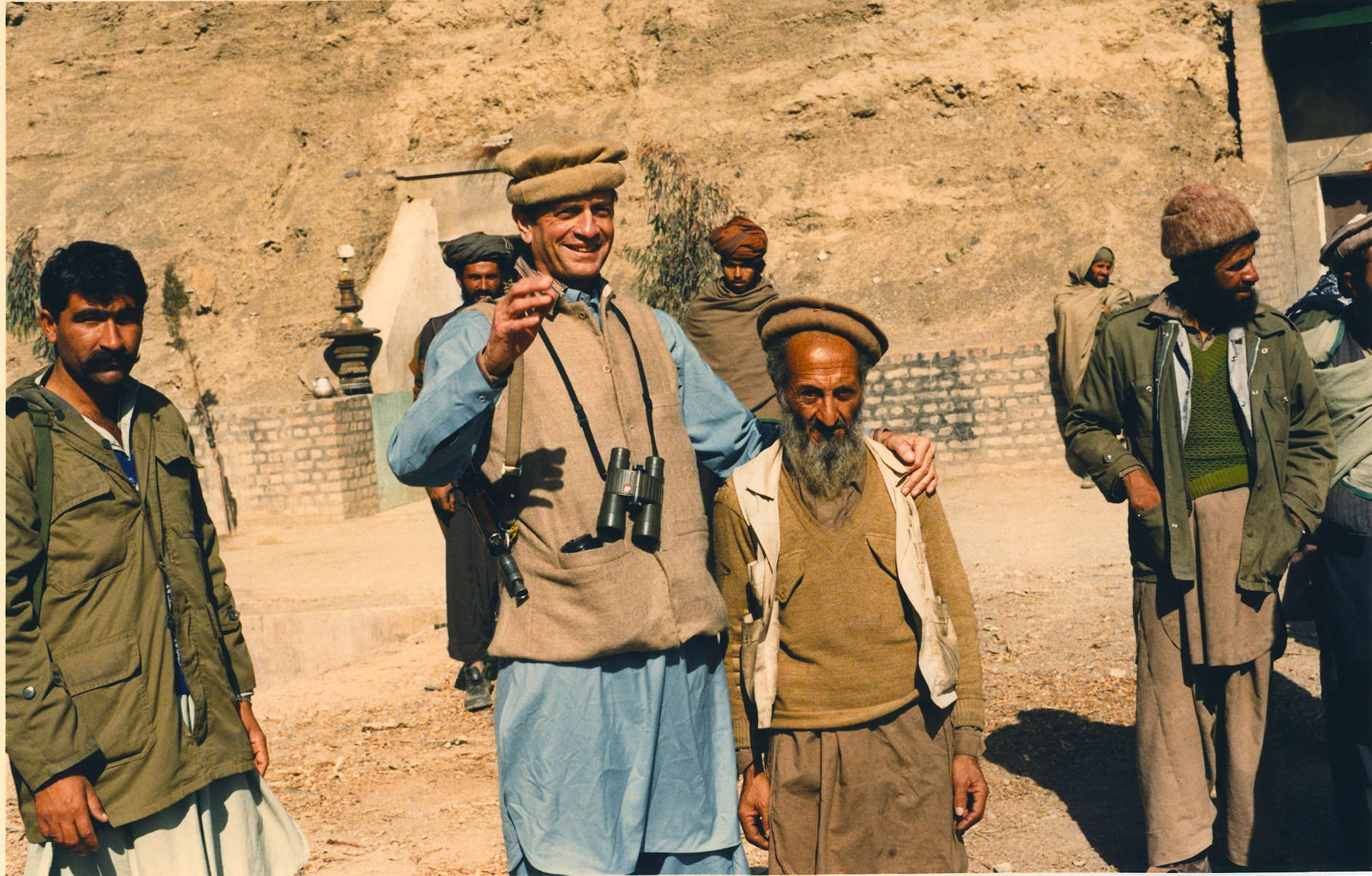
Wilson posando com um Mujahideen Afegão

Joanne Herring, juntamente com outros, desempenhou um papel importante em ajudar os combatentes da resistência afegã a obter apoio e equipamento militar do governo dos Estados Unidos. Ela convenceu Wilson a visitar a liderança paquistanesa e, depois de se encontrar com eles, ele foi levado para um grande campo de refugiados afegão sediado no Paquistão para que pudesse ver por si mesmo as atrocidades cometidas pelos soviéticos contra o povo afegão. Sobre essa visita, Wilson disse mais tarde que "a experiência que sempre ficará marcada em minha memória, foi passar por esses hospitais e ver, especialmente aquelas crianças com as mãos arrancadas das minas que os soviéticos estavam lançando de seus helicópteros. Isso foi talvez a coisa decisiva... e isso fez uma grande diferença para os próximos 10 ou 12 anos da minha vida porque eu saí daqueles hospitais determinado, desde que eu tivesse fôlego no meu corpo e fosse um membro do Congresso, que eu estava vou fazer o que puder para que os soviéticos paguem pelo que estavam fazendo!" Em 2008, Wilson disse que "se envolveu no Afeganistão porque fui lá e vi o que os soviéticos estavam fazendo. E vi os campos de refugiados". 
Por seus esforços, Wilson foi agraciado com o Prêmio de Colega Honorário da CIA. Ele se tornou o primeiro civil a receber o prêmio. No entanto, o papel de Wilson permanece controverso porque a maior parte da ajuda foi fornecida ao militante islâmico Gulbuddin Hekmatyar, que foi acusado de crimes de guerra graves e mais tarde aliado ao Taleban após a invasão dos EUA.  
A decisão da União Soviética de se retirar do Afeganistão e declarar a invasão um erro levou Wilson a elogiar a liderança soviética no plenário da Câmara dos Representantes. Ele também apoiou o envolvimento dos Estados Unidos na Guerra da Bósnia, percorrendo a antiga Iugoslávia durante cinco dias em janeiro de 1993; em seu retorno, ele instou o governo Clinton a suspender o embargo de armas à Bósnia, comentando: "Isso é o bem contra o mal e, se não queremos americanizar isso, então o que queremos americanizar? Temos que defender alguma coisa". 
Durante a visita de Charlie Wilson ao Afeganistão, ele conheceu Jalaluddin Haqqani. Ele queria disparar um míssil Stinger em um dos helicópteros soviéticos. Haqqani ficou feliz em tornar realidade a fantasia de guerra de Charlie Wilson. Eles arrastaram correntes e pneus na estrada para criar uma nuvem de poeira, que atrairia helicópteros soviéticos. No entanto, nenhum dos helicópteros soviéticos apareceu e Charlie Wilson não conseguiu disparar nenhum míssil. 

## "Charlie Boa Vida"
Wilson descaradamente viveu uma vida extravagante. Começando em seus anos navais, Wilson gostava de festas e noites na cidade. Wilson era um autoproclamado "homem das mulheres" e a mídia noticiou sobre seu quarto exótico, completo com banheira de hidromassagem e algemas, onde ele se envolveu em casos românticos. A imagem de "Charlie Boa-Vida" (um "Bon vivant") de Wilson foi exposta pela primeira vez ao público em uma coluna de 1978 por Kathleen McLean no The Washington Post. Ao longo de sua carreira no Congresso, quando os repórteres questionaram Wilson sobre a opinião de seus eleitores sobre seu representante, Wilson informou que eles sabiam que não estavam elegendo um "monge constipado" para o cargo. Wilson abraçou descaradamente sua personalidade de playboy e nunca minimizou sua imagem de "Good Time" em público.   
O prazer por festas de Wilson o levou a investir com dois empresários do Texas para abrir o Clube Noturno Elan, em ashington Club. Para aumentar o número de sócios do clube, Wilson distribuiu quotas da empresa a seus colegas congressistas. No meio de sua distribuição de afiliações, Wilson decidiu que suas ações podem não ser consideradas éticas pelo Congresso e comentou que ele "foi etizado fora do negócio". 
Ao longo de sua vida, Wilson bebeu muito, o que pode ter sido um fator em seu divórcio de Jerry. Enquanto em Washington, Wilson tornou-se um alcoólatra funcional e sofria de graves crises de depressão e insônia, e sua bebida se intensificou durante seu envolvimento no Afeganistão. A embriaguez de Wilson também levou a um escândalo em 1980, quando uma testemunha ocular relatou que o carro "Lincoln Continental" de Wilson atingiu um Mazda em um acidente de atropelamento na Ponte Key , em Washington, DC, na noite anterior à sua primeira viagem ao Paquistão. Embora ele nunca tenha sido condenado, este acidente ilustra a imprudência de Wilson com o álcool.  
Durante uma de suas excursões ao exterior, Wilson foi transportado para um hospital na Alemanha, onde os médicos disseram a Wilson que seu coração estava falhando devido ao consumo excessivo de álcool. Wilson procurou uma segunda e terceira opinião em hospitais em Bethesda e Houston e as conclusões dos médicos alemães foram confirmadas: Wilson teve que parar de beber. Após esses diagnósticos, Wilson parou de beber bebidas destiladas, mas continuou a beber vinho por vários anos. Seu consumo excessivo de álcool e problemas cardíacos associados forçaram Wilson a fazer um transplante de coração em setembro de 2007. Superando sua luta contra o alcoolismo, Wilson finalmente parou de beber depois de se casar com Barbara Alberstadt, uma ex-bailarina, em 1999. 
Além do abuso de álcool, Wilson supostamente usava drogas ilegais. Em 1980, Wilson foi acusado de usar cocaína no "Caesars Palace" em Las Vegas; no entanto, a investigação do advogado do Departamento de Justiça, Rudy Giuliani, foi abandonada devido à falta de provas. Liz Wickersham disse aos investigadores que viu Wilson usar cocaína apenas uma vez nas Ilhas Cayman, mas fora da jurisdição dos Estados Unidos. Em "The Charlie Wilson Real Story", Wilson revela que viajou para Las Vegas no verão de 1980 e relembra uma experiência com duas strippers em uma banheira de hidromassagem.  
As meninas tinham cocaína e a música estava alta. Foi felicidade total. E ambos tinham dez unhas compridas e vermelhas com um suprimento infinito de um lindo pó branco... Os federais gastaram um milhão de dólares tentando descobrir se, quando aquelas unhas passaram debaixo do meu nariz, eu inalei ou exalei, e eu não está dizendo.
—  Charlie Wilson; George Crile, Charlie Wilson's War: the Extraordinary Story on the Largest Covert Operation in History (New York: Grove Press, 2004), 25–6.
Quando questionado sobre seu suposto uso de cocaína passado em 2007, Wilson reafirmou: "Ninguém sabe a resposta para isso e eu não vou contar". 
Além de seus "Anjos" (secretárias) no escritório, Wilson sempre tinha uma acompanhante feminina quando não estava no plenário da Câmara. O principal motivador de Wilson para estar no Conselho de Curadores do Kennedy Center era que ele sempre tinha um lugar para marcar um encontro. Além disso, após sua segunda viagem ao Paquistão, Wilson sempre trazia consigo uma companheira. A certa altura, ele até trouxe Carol Shannon para entreter seus anfitriões com sua habilidade de dança do ventre. Trazer mulheres para o Paquistão criou tensão entre Wilson e a CIA em 1987, quando a agência se recusou a financiar as despesas de viagem de sua namorada. Em resposta, Wilson cortou o financiamento da agência no ano seguinte. De acordo com a empresária e ativista política Joanne Herring, Wilson se preocupava com seus encontros e gostava de ser romântico e carinhoso. Embora ele fosse um "sexista sem remorso, caipira, chauvinista", ele atraiu muitas mulheres ao longo de vários anos.     
Diz-se que Wilson viveu a vida como "uma grande festa" e viveu pelo mantra de que poderia "levar seu trabalho a sério sem se levar a sério". 

## Aposentadoria
Wilson se recusou a concorrer à reeleição em 1996 e se tornou um lobista do Paquistão antes de se aposentar em Lufkin. Ele doou seus documentos do Congresso para a Universidade Pública de Austin "Stephen F. Austin". Em 1999, casou-se com Barbara Alberstadt, sua segunda esposa. Wilson recebeu um transplante de coração em 2007 e continuou a acompanhar a situação no Afeganistão e no Paquistão, tendo expressado preocupação com os acontecimentos naquela região. Em julho de 2009, o Conselho de Regentes do Sistema da Universidade do Texas estabeleceu a Cátedra Charles N. Wilson em Estudos do Paquistão, que incentiva a pesquisa sobre a importância geopolítica do Paquistão, bem como sua cultura, história e literatura. 

## Morte
Wilson morreu aos 76 anos em 10 de fevereiro de 2010, no Hospital "Memorial Health System" do Leste do Texas em Lufkin, após desmaiar no início do dia. Ele sofreu uma parada cardiorrespiratória. "A América perdeu um patriota extraordinário cuja vida mostrou que uma pessoa corajosa e determinada pode alterar o curso da história", disse Robert Gates, então secretário de Defesa dos Estados Unidos.      
Wilson recebeu homenagens à beira do túmulo com honras militares completas no Cemitério Nacional de Arlington em 23 de fevereiro de 2010.  
Uma banda de jazz de seis músicos enunciava elogios a sua memória com as músicas favoritas de Charlie "As Time Goes By", "My Way", e em homenagem a seus anos como oficial de inteligência naval "Anchors Aweigh" e "Navy Hymn". "Fará falta dele, das Colinas de Golã ao Passo de Khyber, do Cáspio ao Suez e aos salões do Congresso, por sua civilidade e disposição de ouvir e ajudar, e não de postura", disse John Wing, que trabalhou em estreita colaboração com Wilson. em questões globais, os dois formando uma força dinâmica no Afeganistão, bem como em outras regiões.  
As primeiras filas da Escola de "Temple Theather" estavam lotadas de pessoas como a senadora republicana Kay Bailey Hutchison, o ex-deputado dos EUA Martin Frost, o ex-vice-governador Ben Barnes e o empresário do gás de Houston Oscar Wyatt e sua esposa Lynn. Após o culto de domingo, sua viúva Barbara recebeu um pequeno grupo de amigos íntimos de seu falecido marido em sua casa no campo de golfe em Lufkin. Ao lado de uma escultura de uma águia americana na sala de estar, as palavras de Abdur Rahman Khan, emir do Afeganistão de 1880 a 1901, estão gravadas em uma placa de latão: "Meu espírito permanecerá no Afeganistão mesmo que minha alma vá para Deus. últimas palavras para você, meu filho e sucessor, são: nunca confie nos russos". 

## Na Cultura Popular

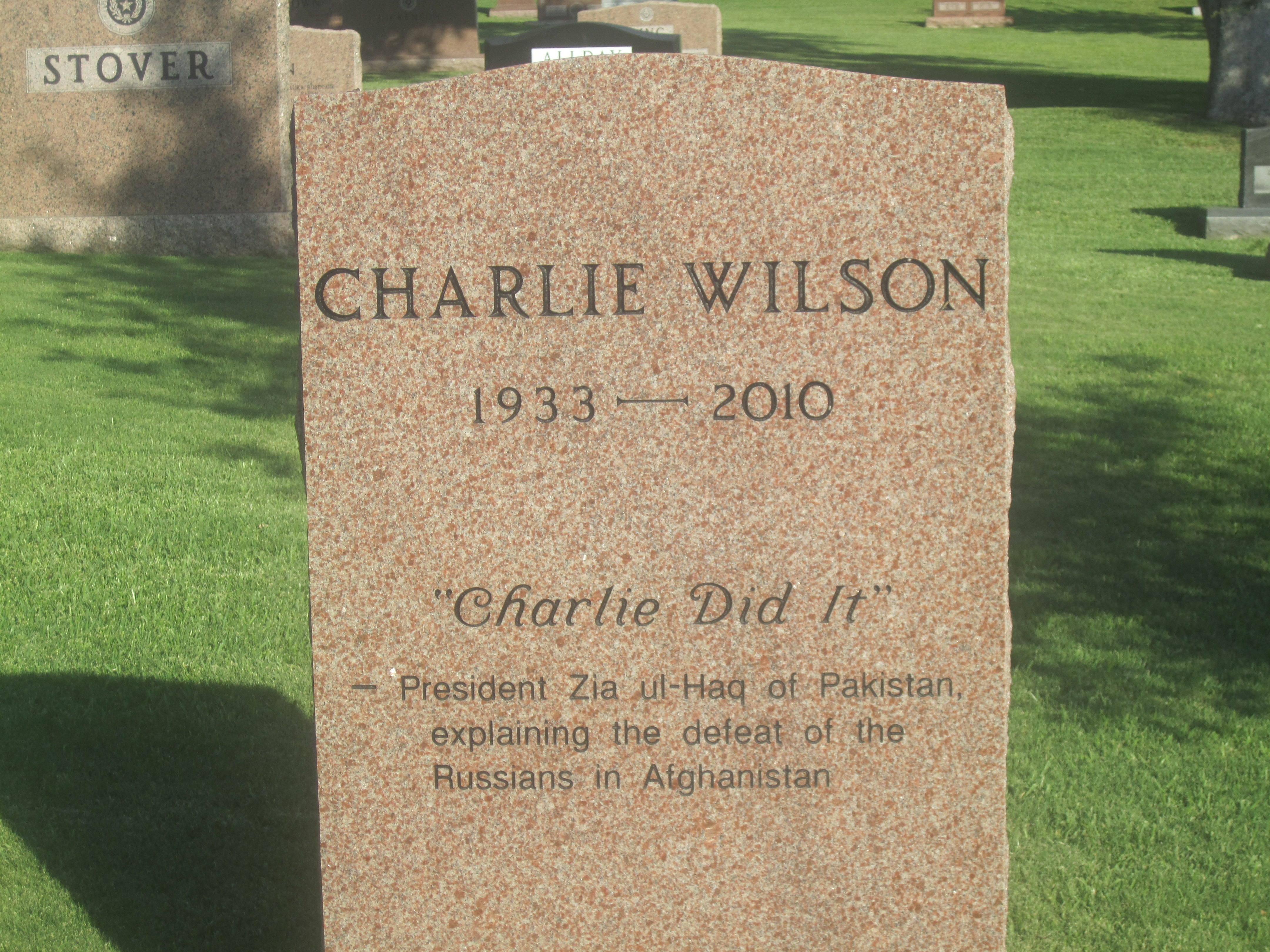
Memorial de Charlie Wilson no Texas State Cemetery em Austin, Texas

O esforço bem-sucedido de Wilson para aumentar o financiamento da guerra anti-soviética afegã foi revelado no livro Charlie Wilson's War: The Extraordinary Story of the Largest Covert Operation in History (2003), de George Crile III. Na adaptação cinematográfica de 2007 Charlie Wilson's War, o ator Tom Hanks interpretou Wilson. O filme o retratou como um fanfarrão politicamente incorreto que gostava da companhia de mulheres bonitas.
Wilson foi um personagem-chave em "Ghost Wars: A História Secreta da CIA, Afeganistão e Bin Laden", desde a invasão soviética até 10 de setembro de 2001 (2005), de Steve Coll. Em 27 de dezembro de 2007, o History Channel transmitiu The True Story of Charlie Wilson, um documentário de duas horas sobre os esforços de guerra do congressista no Afeganistão e sua vida pessoal.       